# زیتون‌وشان
زیتون‌وشان (نام علمی: Elaeocarpaceae) نام یک تیره از راسته شبدرترشک‌سانان است.